# 烏爾多維扎冰川

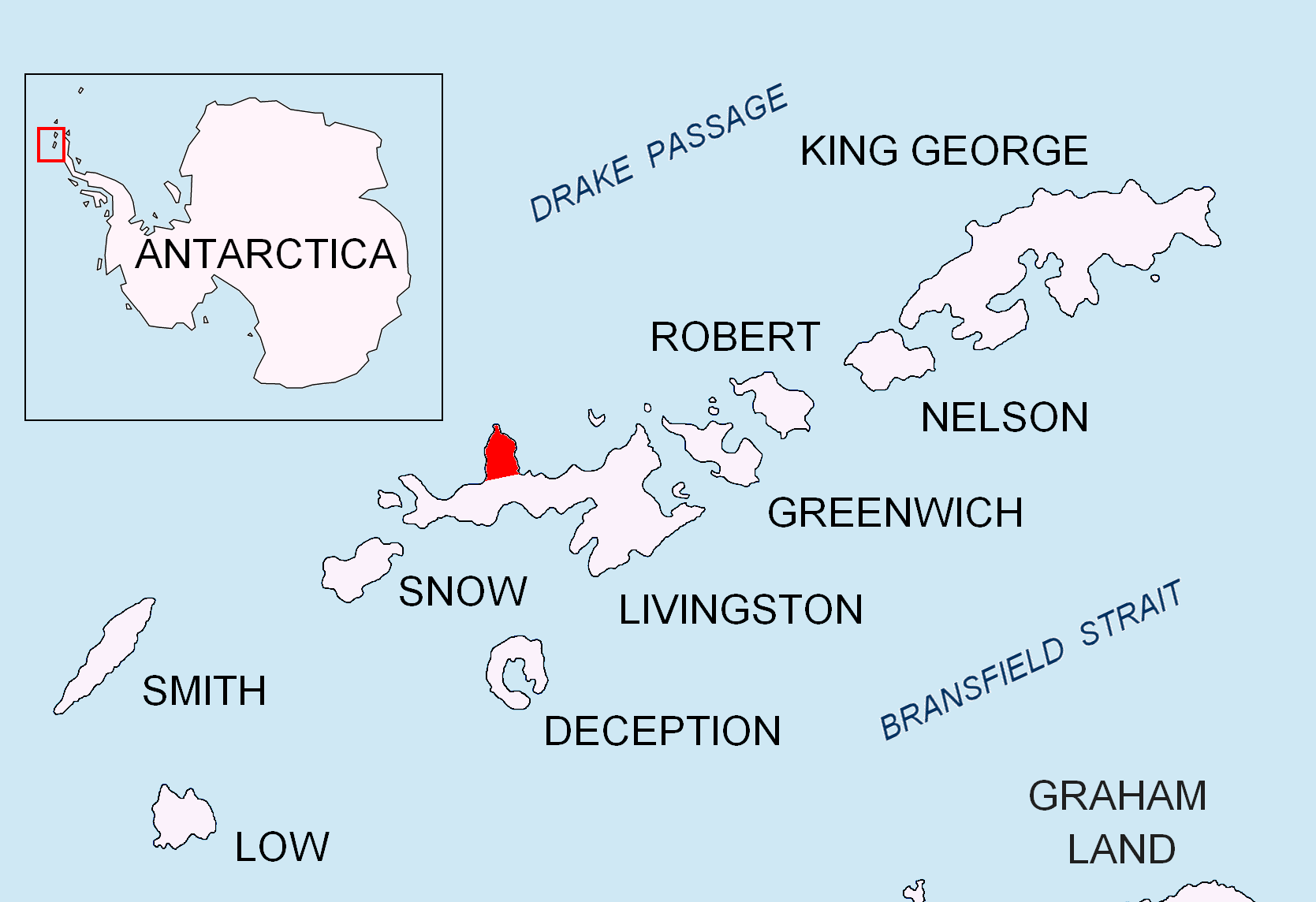

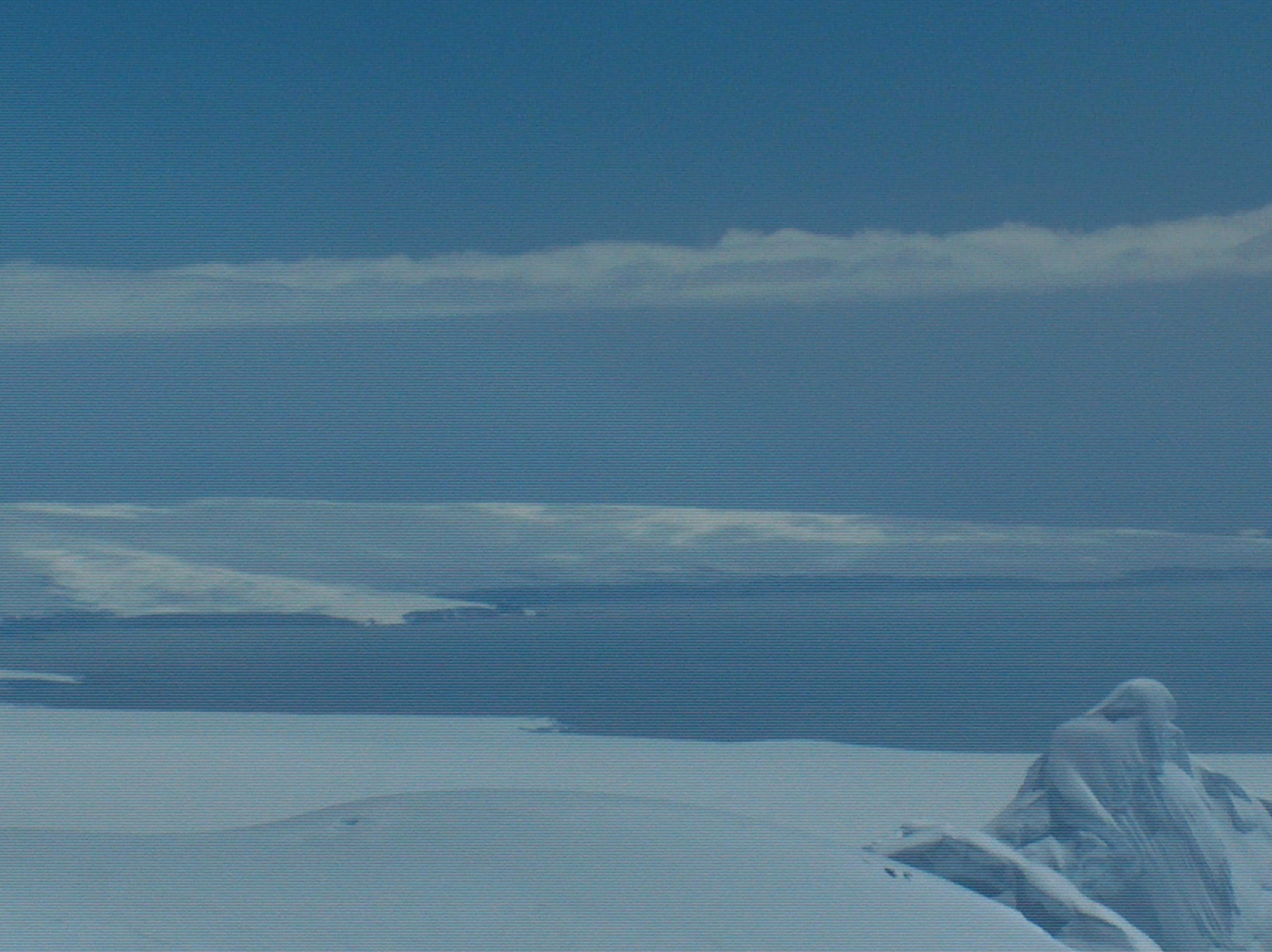

烏爾多維扎冰川是南極洲的冰川，位於南設得蘭群島的利文斯頓島，最終在阿圭羅角和桑丹斯基角之間注入英雄灣，該冰川以保加利亞的海岬命名。

## 外部連結
- SCAR Composite Antarctic Gazetteer（页面存档备份，存于）.

62°31′45″S 60°43′40″W / 62.52917°S 60.72778°W